# Salix pentandra
Salix pentandra, el sauce laurifolio, es un árbol de fronda de hasta 14 m de alto, rara vez alcanza los 17, de la familia de las salicáceas. Es una especie de sauce oriunda del norte de Europa y el norte de Asia.

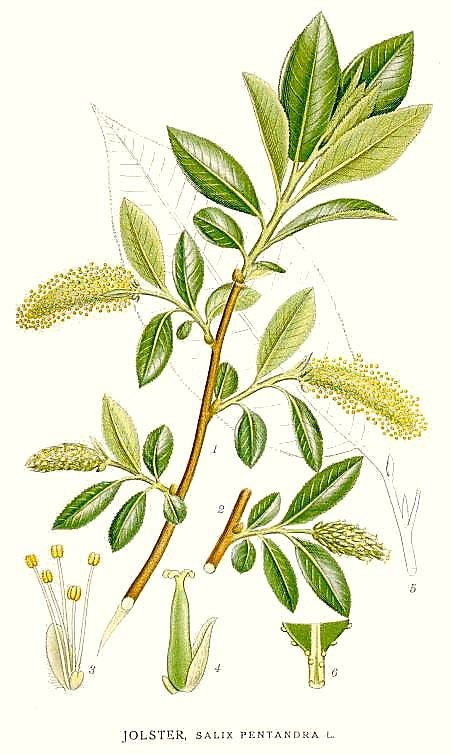
Ilustración

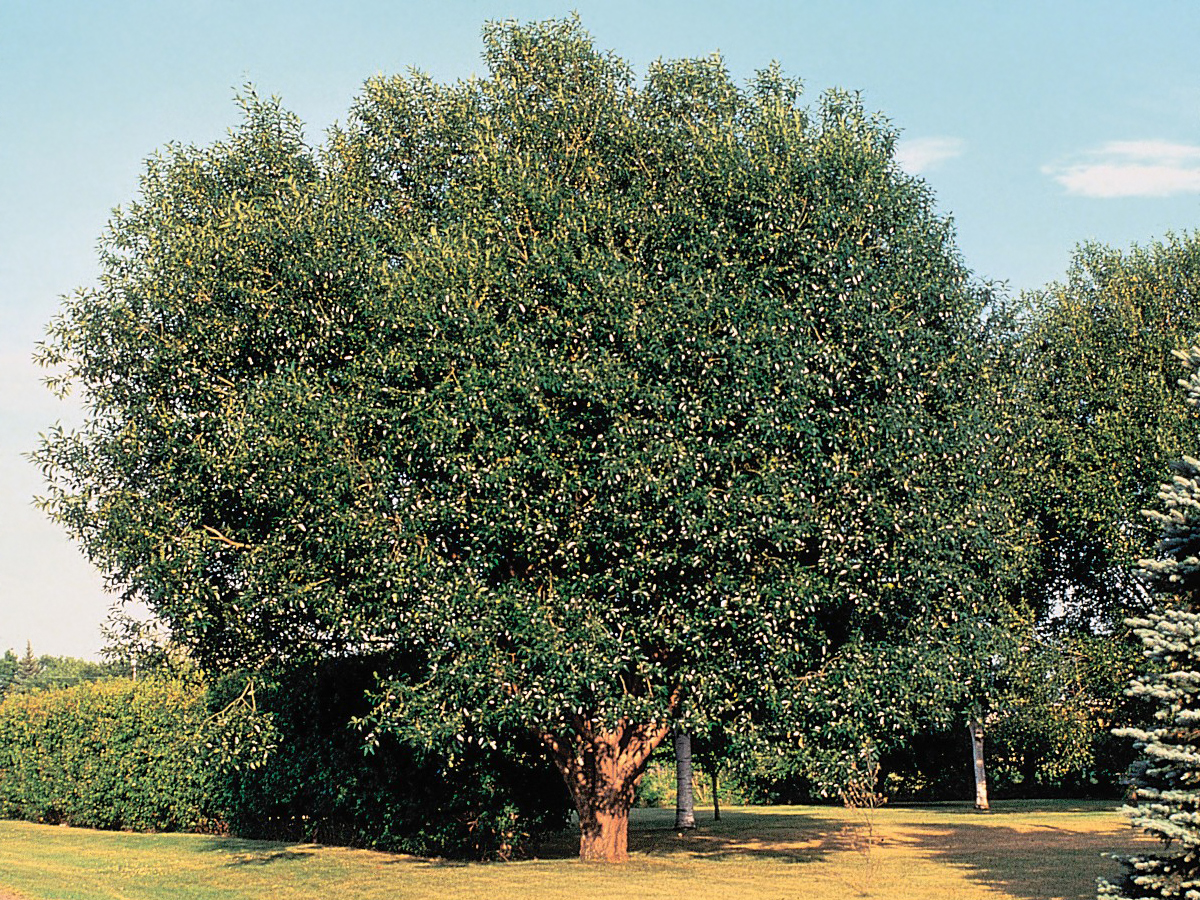
Vista del árbol

## Descripción
Las hojas del Salix pentandra son de color verde oscuro brillante, de 5 a 10 cm de largo y 2,5 cm de ancho, con un borde finamente serrado.
Las flores se distribuyen monoicamente, amentos en pedúnculos foliados, cilíndricos. Los amentos masculinos son amarillos, de 2 a 5 cm de largo y los femeninos de color verdoso, de 1,5 a 3 cm y son polinizadas por abejas. El fruto es una pequeña cápsula que contiene numerosas semillas muy pequeñas, lo que ayuda a su distribución aérea.

## Usos
Sus brillantes hojas hacen que sea más decorativo que otros sauces, de manera que a menudo se planta como árbol ornamental.

## Taxonomía
Populus pentandra fue descrita por Carlos Linneo y publicado en Species Plantarum 2: 1016, en el año 1753.
Etimología
Salix: nombre genérico latino para el sauce, sus ramas y madera.
pentandra: epíteto latino que significa "con cinco estambres".
Variedades aceptadas
- Salix pentandra var. intermedia Nakai
- Salix pentandra var. pentandra[7]

## Nombre común
- Castellano: mimbrera roja, sauce extremeño.[8]